# Miseryfjellet
Der Miseryfjellet ist der höchste Berg der Bäreninsel (Bjørnøya). Er befindet sich im Osten der Insel. Seine drei Gipfel, gemeinsam auch die Tre Kronor genannt, sind nach den Nornen der nordischen Mythologie Urd, Verdande und Skuld benannt. In der Urd erreicht er seine maximale Höhe von 536 Metern. Manche Quellen geben sogar 563 m an. Der Berg besteht aus triassischem Gestein und gehört somit zur jüngsten geologischen Einheit der Insel.